# Moskvas järnväg
Moskvas järnväg (ryska: Московская железная дорога, Moskovskaja zjeleznaja doroga) är dotterbolag till Rysslands järnvägar.
År 2011 hade Moskvas järnväg omkring 60 000 anställda, huvudkvarteret ligger på Komsomolskajatorget. Moskvas järnväg hanterar järnvägstjänster i stora delar av Centralryssland, inklusive Moskva och Moskva oblast (alla järnvägar utom järnvägen till Sankt Petersburg, som förvaltas av Oktjabrskaja-järnvägen), Smolensk, Vladimir, Rjazan, Tula, Kaluga, Brjansk, Orjol, Lipetsk och Kursk oblast.